# Genocidio dell'Anfal
Il genocidio dell'Anfal è stato un genocidio che ha portato alla morte in Iraq tra 50 000 e 182 000 persone, per la quasi totalità appartenenti all'etnia curda.

## Storia
Tale genocidio è stato compiuto dall'esercito iracheno di Saddam Hussein durante la Campagna di Al-Anfal (Harakat al-Anfal/Homleh al-Anfal), guidata dal generale Ali Hassan al-Majid contro il Kurdistan iracheno nell'Iraq del Nord durante le ultime fasi della guerra Iran-Iraq, tra il 1986 e il 1989.
Il nome della campagna è stato scelto dalla Sura 8 (Al-Anfal) del Corano, che è stata usato come un nome in codice dall'ex regime ba'thista iracheno per indicare una serie di sistematici attacchi tenuti contro i guerriglieri curdi nell'Iraq del Nord tra il 1986 e il 1989, con un picco nel 1988.
La Svezia, la Norvegia, la Corea del Sud e il Regno Unito hanno ufficialmente riconosciuto come un caso di genocidio l'Anfal.